# Léon Pales
Léon Pales, né le 20 février 1905 à Toulouse et mort le 20 juin 1988 à Issy-les-Moulineaux, est un médecin militaire, anthropologue et préhistorien français. Il a associé ces trois spécialités en développant la paléopathologie en début de carrière, avant de s'orienter par la suite vers l'anthropologie, puis la préhistoire.

## Biographie

### Prémices d'une vocation
Léon Pales naît à Toulouse au domicile de ses parents, 19 rue Saint-Rome, le 20 février 1905, de Jean-Baptiste Pales, avocat, et Anne Victorine Déjean. Il passe une grande partie de son enfance en Ariège, terroir auquel il restera toujours fidèle. C'est là que s'exprime d'abord son goût pour la préhistoire et l'observation. Ainsi en 1920 déjà, il confie au futur professeur Gaston Astre (1896-1975) de Toulouse un épi fossile dans un état exceptionnel qu'il a lui-même récolté. Il explore et fouille plusieurs grottes de la région : Lespiougue, Le Bourdal, et sur la commune de Montseron, Las Boufios, Soulabé, Las Maretas, etc. Beaucoup plus tard, il achètera ces deux dernières grottes situées dans le cirque de Malarnaud sur la rive gauche de l'Arize. Il est bachelier en 1921 et 1922 en latin, sciences et philosophie ; en 1923, il obtient le PCN et les certificats de zoologie appliquée et d'archéologie préhistorique à l'université de Toulouse. Cette précocité lui vaut de fréquenter déjà des célébrités de la paléontologie comme Henri Begouën, l'abbé Henri Breuil, qui l'initie, entre autres, à la lecture des pierres gravées, Marcellin Boule, et à Toulouse Henri Victor Vallois qui le forme à l'anatomie et l'anthropologie.
Il commence pourtant des études de médecine à Toulouse, qu'il poursuit en intégrant à Bordeaux en octobre 1925 l'École principale du service de santé de la Marine et des troupes coloniales (matricule 709),, où il devint aide d'anatomie en 1927. Pendant les quatre années passées à Bordeaux, Léon Pales se multiplie : secrétaire de la section préhistorique à la société linnéenne de Bordeaux, membre de la société d'histoire naturelle de Toulouse, de la société préhistorique française, de l'association française pour l'avancement des sciences et de l'institut international d'anthropologie ; toutes sociétés au sein desquelles il prend la parole et publie des textes d'autorité qui préparent sa thèse de médecine, il n'a que 24 ans et rédige déjà savamment. Paléontologue précoce et désormais médecin, il soutient en 1929 sa thèse de médecine consacrée à la paléopathologie. Durant la préparation de celle-ci, il est successivement en contact et influencé par Roy Lee Moodie, George Grant MacCurdy (en) et Paul Rivet. Le 28 août 1929, il épouse Angélina Cayer à Bordeaux .

### Une thèse qui marque l'histoire

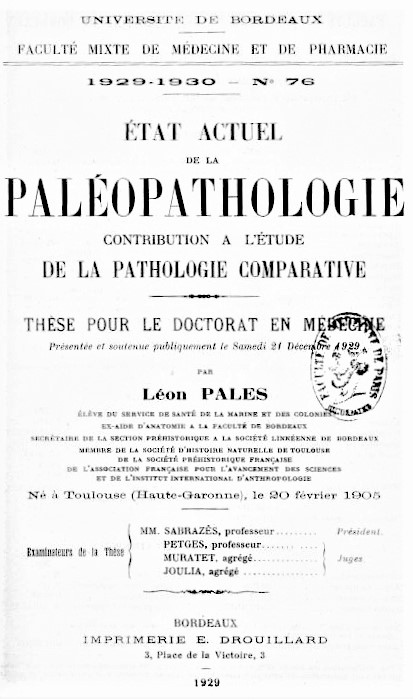
Couverture de la thèse de Léon Pales.

Ce travail qui fait l'état des lieux de l'ostéo-archéologie est d'une telle valeur qu'il est publié dès l'année suivante avec une préface de Paul Rivet et fait l'objet de commentaires internationaux.
Dans ce travail, Léon Pales démontre des qualités originales et personnelles. Premièrement par sa méthode qui s'appuie sur l'usage systématique de l'histologie et de la radiographie pour identifier et interpréter la physiopathologie de lésions osseuses anciennes. Ainsi, il peut modifier des diagnostics qui avaient été antérieurement portés (discussion sur le prétendu rachitisme des hommes de Néandertal et de Cro-Magnon, distinction entre lésions osseuses de la maladie de Paget et celles de la syphilis, etc.). Malgré l'évolution des connaissances, nombre de ses observations et conclusions sont considérées comme toujours valides au début du XXIe siècle. Ensuite, par l'affirmation que la paléopathologie peut servir la médecine en ce qu'elle procure de connaissance sur l'histoire naturelle des maladies.
Cette thèse, et l'ouvrage qui en découle, fut paradoxalement la dernière synthèse en paléopathologie en langue française avant que cette discipline ne s'enfonce dans un sommeil trentenaire jusqu'aux années 1960. Longtemps, cet ouvrage s'est imposé donc comme le seul traité d'ostéo-archéologie en français. Des décennies plus tard, Pierre L. Thillaud n'hésite pas à écrire en 2002, concernant cette période de la paléopathologie française qu'il s'est agit d'« un âge d'or (1900-1930) qui fut dominé par l'œuvre de Marc Armand Ruffer et dont l'issue fut pour la France marquée par la thèse de Léon Pales. En 1929, soit près d'un demi-siècle après celle de Jules Le Baron, la thèse de Léon Pales marque à son tour la paléopathologie française. ».

### Le médecin militaire

#### Brazzaville
À l'issue de sa formation initiale à Bordeaux, Léon Pales choisit de servir dans le Corps de santé des troupes coloniales et suit l'enseignement de l'École d'application du service de santé des troupes coloniales au Pharo à Marseille. Il en ressort major de promotion en 1930,. Il commence sa carrière de praticien comme médecin-lieutenant en tant que médecin résident et chirurgien à l'hôpital général de Brazzaville entre 1931 et 1933. Durant ce premier séjour, il reste anthropologue dans l'âme et s'intéresse dorénavant à la typologie des ethnies africaines qu'il côtoie, comme le prouve le don de moulages anatomiques au muséum d'histoire naturelle de Toulouse. Pendant ce séjour, Léon Pales est confronté à l'effroyable mortalité dont sont victimes les travailleurs du chantier du Chemin de fer Congo-Océan (CFCO). Il est alors sur le territoire de la colonie le seul capable de réaliser des autopsies auxquelles sa formation de pathologiste l'a préparé. De plus, il peut s'appuyer sur les laboratoires de l'Institut Pasteur à Brazzaville pour analyser les pièces anatomiques qu'il prélève. Il réalise ainsi plusieurs dizaines d'autopsies, et il décrit particulièrement celles réalisées chez des travailleurs du CFCO. Il diagnostique chez eux plusieurs causes infectieuses de décès (tuberculoses et pneumonies disséminées, etc.). Mais surtout, il décrit une série de victimes présentant un état de dénutrition avancé qu'il nomme la « Cachexie du Mayombé » du nom du massif montagneux si difficile à franchir par le chantier ferroviaire et si cruel pour les ouvriers forcés d'y travailler. Cette cachexie s'accompagne chez de nombreux patients d'une atrophie cérébrale et de lymphadénopathie, tandis que ces patients dénutris avaient conservé jusqu'au terme de leur agonie un appétit normal. Plus de 80 ans plus tard, cette description de la cachexie du Mayombé est considérée par plusieurs auteurs comme la possible confirmation de la circulation du virus de l'immunodéficience humaine (VIH) en Afrique centrale dès les années 1920, en concordance avec les estimations phylogénétiques sur l'origine du virus de l'immunodéficience humaine,,,.

#### Fort-Lamy
Léon Pales poursuit sa carrière comme médecin-chef du département sanitaire du Baguirni-Chari et de l'hôpital de Fort-Lamy, conseiller technique du représentant du gouverneur pour la région du Tchad de 1934 à 1936,. Durant cette deuxième affectation, sa curiosité pour l'anthropologie ne se dément pas comme le rappelle ses fouilles menées aux environs de Fort-Lamy en août 1936,.

#### Marseille et la guerre

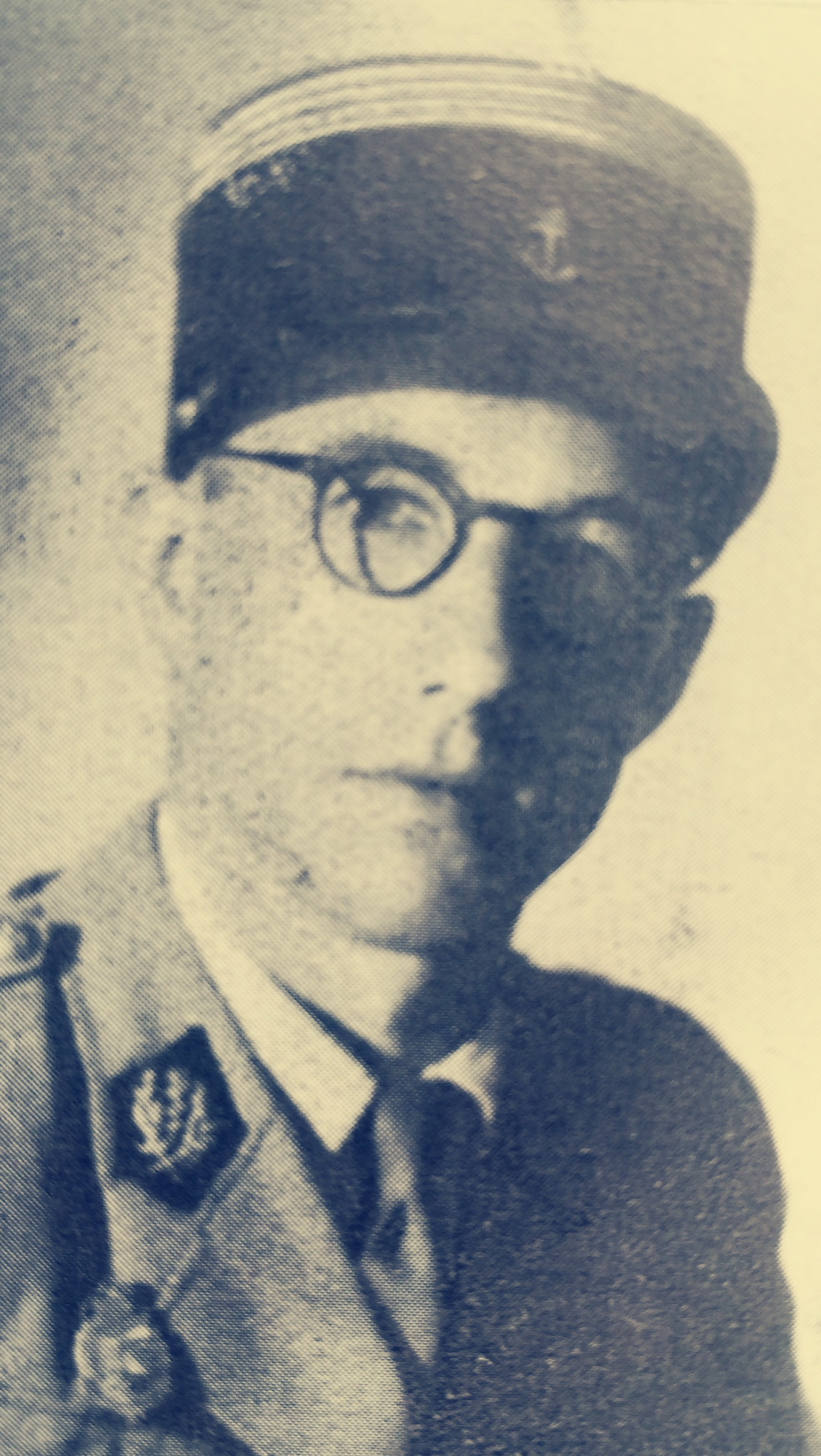
Portrait de Léon Pales au moment où il prend le commandement de l'ACL 222.

Au terme de ses congés de fin de séjour, Léon Pales est affecté en 1937 à Marseille comme assistant du laboratoire d'anatomie de l'école d'application du service de santé des troupes coloniales. Il passe le concours de chirurgien des hôpitaux coloniaux et l'agrégation d'anatomie et clinique chirurgicale en 1938. En 1938, il est chirurgien-chef de l'hôpital embarqué des réfugiés espagnols de Marseille à bord du Providence-Marseille et du Patria-Marseille,. À Marseille, il étudie les caractéristiques d'un bataillon de tirailleurs afin « d'améliorer la connaissance anthropologique des Soudanais occidentaux sélectionnés et transplantés ». En 1937-1938, il dispense un cours d'anthropologie et d'ethnologie à la faculté de médecine et de pharmacie de Marseille. En 1939, il est nommé professeur agrégé dans la chaire d'anatomie à l'École du Pharo.
Le médecin-commandant Léon Pales prend à Paris (Caserne Mortier) le commandement de l'ambulance chirurgicale légère 222 (ACL 222), seule ambulance chirurgicale du Corps d'armée colonial,, lequel est intégré à la 3e armée. Celle-ci est engagée sur le front face à la Sarre dès le 16 septembre 1939 et se déploie au château de Logne (Rurange-lès-Thionville) devant Hagondange à moins de 30 kilomètres de la frontière de la Sarre.
Le personnel technique (4 chirurgiens, stomatologiste, radiologiste, 3 dentistes, pharmaciens, infirmières, administrateur) est au complet, ce qui n'est pas le cas du personnel d'exploitation (12 brancardiers militaires pour 51 prévus) tandis que les conducteurs de véhicules sont limités aux véhicules présents, c'est-à-dire en nombre insuffisant. Dès les premiers jours, fort de son expérience d'exercice de la chirurgie en situation dégradée connue en Afrique Équatoriale, Léon Pales remet en cause la doctrine d'emploi de son ambulance. Celle-ci édicte qu'une équipe chirurgicale est composée de 2 chirurgiens opérant ensemble dans un bloc opératoire. L'ambulance peut donc mettre en œuvre 2 équipes alors que le principe réglementaire du chantier opératoire est de pouvoir mettre en service 3 équipes travaillant sur le rythme des 3x8. Par ailleurs, Léon Pales prévoit que dans cette guerre qui débute, l'impact des bombardements aériens et des armes automatiques sera important et qu'il faudra aussi prendre en charge de nombreux blessés civils. Dès lors, il décide de sa propre autorité de constituer 4 équipes chirurgicales, chacune avec 1 chirurgien aidé par un aide-chirurgical en la personne d'un dentiste ou du stomatologiste. Ainsi, ses équipes peuvent opérer en continu, 24h/24, 8 heures chacune, pendant que la quatrième équipe est de repos et de réserve, ce qui permet un glissement quotidien de la tranche horaire dévolue à chaque équipe et donc la possibilité d'un repos de nuit complet tous les 3 jours. Outre ses équipes chirurgicales, l'ACL 222 comporte une section de triage essentielle à la bonne répartition des blessés lors de leur arrivée ; cette mission nécessite la plus grande compétence et est toujours réalisée par Léon Pales en personne pendant toute la campagne.
Cette organisation originale est confortée et validée par l'expérience acquise tout au long de la « drôle de guerre » entre le 16 septembre 1939 et le 10 mai 1940. Pendant cette longue période de près de 8 mois, l'ACL 222 est engagée sur le front en Moselle et son activité chirurgicale est quotidienne et soutenue. Ainsi, au 10 mars 1940, soit près de 6 mois d'engagement, l'ACL 222 a réalisé 590 interventions chirurgicales pour 300 blessés de guerre. L'ACL 222 prouve sa capacité à la mobilité en se déployant successivement au château de Logne (Rurange-lès-Thionville), au château de Bertrange (Uckange) et plus durablement au collège de Rombas.
Du fait de l'offensive allemande du 10 mai 1940, l'ACL 222 est déplacée le 23 mai en Argonne, à Vienne-le-Château où elle se déploie pour la dernière fois en entier. Le 11 juin, elle commence son repli vers le sud et vient à Vertes-Voyes, quartier de Sainte-Menehould, occuper les locaux laissés vacants par l'hôpital d'évacuation (HoE) depuis la veille. À 16h30, un important bombardement aérien détruit la moitié du matériel de l'ACL 222, fait 18 victimes parmi les personnels de santé, tue un conducteur sur sept et 9 brancardiers. L'ambulance est alors réduite à la fonction de poste de secours, toujours commandé par Léon Pales. Elle se déplace successivement entre Sainte-Menehould et Les Islettes, puis à Pierrefitte-sur-Aire où elle perd encore des véhicules, Menaucourt où elle est de nouveau bombardée, Biesles et enfin Bourbonne-les-Bains le 15 juin. Léon Pales tente avec sa formation d'échapper à l'encerclement mais ils sont faits prisonniers à Villars-Saint-Marcellin le 17 juin et conduits à l'hôpital thermal militaire de Bourbonne-les-Bains, évacué depuis le 15, et dans lequel il prend en charge 11 blessés graves victimes de la route. C'est là que l'ACL 222 se réorganise et accueille deux trains sanitaires complets (nos 104 et 362) qui confient à l'ambulance la responsabilité de 600 blessés et malades. L'hôpital se vide de ses patients et ferme le 22 octobre. Le personnel de l'ambulance est progressivement libéré à l'exception de Léon Pales qui reste le seul incarcéré au-delà du 30 octobre et quitte les lieux le 13 novembre 1940. Incarcéré au Frontstalag 123, il officie comme médecin du camp de prisonniers de la Citadelle à Langres (Haute-Marne). Libéré pour raisons sanitaires  en mars 1941, il est alors chirurgien-chef à l'hôpital Bégin près de Paris, puis revient en zone libre.
Il dirige le service de chirurgie de l'hôpital militaire Michel-Lévy de Marseille (1942-1943) tout en étant professeur titulaire de la chaire d'anatomie et de clinique chirurgicale à l'École du Pharo. Il est le premier rédacteur en chef de la revue Médecine Tropicale créée le 22 avril 1941 par les secrétariats d'État à la Guerre et aux Colonies et éditée par l'école. En cette période où les contacts scientifiques sont coupés entre la métropole et l'empire colonial, Pales étoffe sa revue de ses propres réflexions. Ainsi publie-t-il dans deux issues successives de 1942 une longue réflexion sur les cicatrices chéloïdes où se succèdent la synthèse historique, la critique des hypothèses étiologiques classiques, les connaissances du chirurgien et du pathologiste puis la vision de l'anthropologue pour finir sur l'énoncé d'un programme de recherche moderne sur le sujet,. 
Il fonde l'Association d'entraide des anciens du Groupe d'ambulances du Corps d'armée colonial (GACAC). À partir de 1942, il est professeur de nutrition, de pathologie et raciologie comparatives,, et professeur titulaire d'anatomie au Pharo en 1942-1943 ; de plus, en 1941-1942, il dispense de nouveau des cours d'anthropologie et d'ethnologie à l'Institut de médecine et pharmacie coloniale de la Faculté de médecine et pharmacie de Marseille. Son laboratoire d'anatomie à Marseille est tout autant un laboratoire d'anthropologie, science qu'il s'efforce de promouvoir.

### L'anthropologue

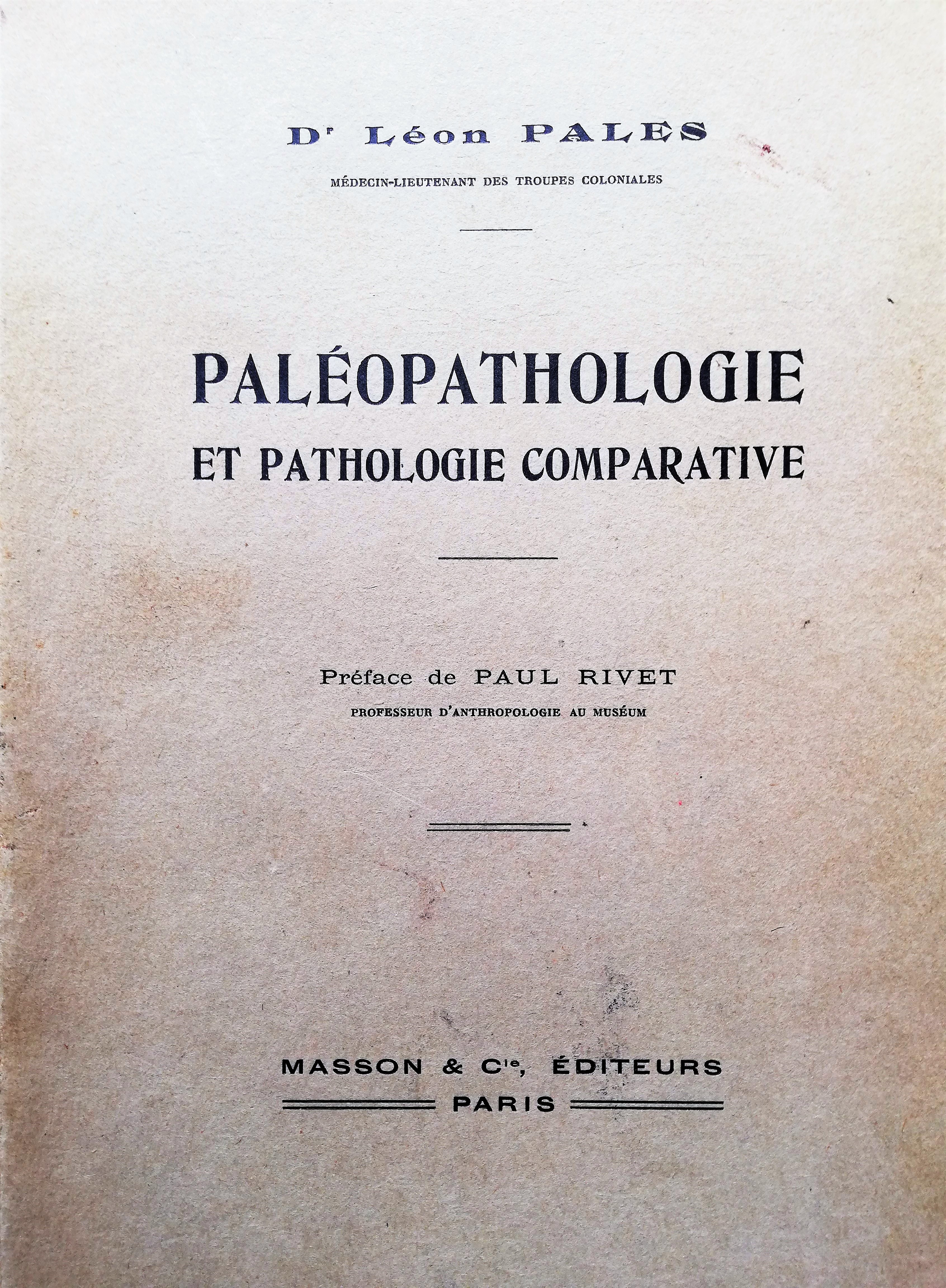
Couverture du livre tiré de la thèse de médecine de Léon Pales, véritable bible francophone de paléopathologie pendant des décennies.

En 1943, Léon Pales s'éloigne de la médecine clinicienne. En effet, placé hors-cadre des armées, il est à Paris chargé des fonctions de sous-directeur du musée de l'Homme où il remplace Jacques Soustelle, lui aussi disciple de Paul Rivet, qui a rejoint la France libre à Londres dès juillet 1940. Sans compromission avec l'occupant, il préserve les collections du musée qu'on lui a confié. Il oriente alors définitivement sa carrière vers l'anthropologie. En 1945, il est nommé à Dakar adjoint technique à la direction de la santé publique de l'Afrique occidentale française (AOF). Il y soumet à son directeur Marcel Vaucel, lui aussi médecin des troupes coloniales, un programme de recherches d'anatomie et de pathologie comparatives. Celui-ci considère, à l'instigation d'André Mayer (du Collège de France) représentant de la France aux Nations unies, que cette proposition s'inscrit dans le cadre des engagements pris en 1943, à Hot Springs (Virginie) aux États-Unis par Hervé Alphand au nom du Comité français de la Libération nationale. À l'occasion de cette conférence voulue par le président Franklin D. Roosevelt, sont jetées les bases de la future Organisation des Nations unies pour l'alimentation et l'agriculture (FAO) et de nombreuses recommandations enjoignent les nations participantes à se doter d'outils d'évaluation de l'état nutritionnel de leurs populations, y compris colonisées, et à déployer une politique d'amélioration de la nutrition et de l'agriculture. Les engagements pris et le contexte de crise des légitimités coloniales amène l'administration de l'AOF à produire un savoir nouveau sur les niveaux de vie des populations colonisées, notamment en termes d'alimentation.
Ainsi est créé, par arrêté du Gouvernement général de l'AOF, le 29 mai 1946, l'Organisme d'enquête pour l'étude anthropologique des populations indigènes de l'AOF (alimentation et nutrition), plus communément appelée la Mission anthropologique,. Léon Pales en est immédiatement nommé chef et son équipe comporte initialement cinq médecins et quatre pharmaciens. La Mission anthropologique est basée à Dakar et travaille en liaison avec l'Institut français d'Afrique noire et l'ORSTOM. Il y passe cinq années,. Son équipe s'ouvre progressivement à la multidisciplinarité et comprend en particulier l'anthropologue Marie Tassin-de-Saint-Péreuse, des spécialistes en psychologie, chimie biologique, nutrition, séro-anthropologie, etc. Le travail de la Mission constitue l'une des premières entreprises de quantification de la ration alimentaire dans les colonies françaises d'Afrique, établie à des fins de comparaison internationale et au moyen de procédés d'enquête bien explicités. Ses orientations de recherches sont encore « très influencées par les postulats de l'anthropologie coloniale de l'entre-deux-guerres avec, en particulier, le paradigme racial qui reste posé comme une clef d'explication possible des profils et des comportements alimentaires ».
Les premières recherches de terrain sont menées par Léon Pales entre 1946 et 1948 au Sénégal, au Soudan, en Guinée. Quatre tournées successives sont organisées sur une période de quinze mois. Le nombre de personnes observées dans le cadre des enquêtes alimentaires est à la mesure de celui très restreint des enquêteurs. Cinq cent enquêtes familiales sont menées avec, pour objectif, le calcul de la valeur qualitative et quantitative de la ration individuelle moyenne. Des enquêtes biochimiques basées sur des prélèvements sanguins sont également faites à Dakar afin de mesurer les éventuelles carences nutritionnelles. Les premières recherches biochimiques sur les avitaminoses sont ainsi faites en 1948. Au terme de cette période, Léon Pales publie 3 rapports,, et une carte de répartition de la stature des populations de l'A.O.F. (1946), les premières cartes ethniques et anthropologiques de l'AOF, et celle de la répartition de la stature des populations. Tant la méthodologie de ces enquêtes que leur analyse et les conclusions qui en sont tirées peuvent prêter à discussion au XXIe siècle, mais au milieu du XXe siècle elles sont parmi les rares données disponibles sur la situation nutritionnelle en Afrique coloniale. Le retentissement de ses travaux est néanmoins très important et amène la Commission de coopération technique en Afrique à confier à la France l'organisation de la première conférence inter-africaine sur l'alimentation et la nutrition tenue à Dschang au Cameroun en octobre 1949 au cours de laquelle ces résultats sont débattus,,.
Léon Pales reste néanmoins marqué par les paradigmes de l'anthropologie d'avant-guerre parmi lesquels l'anthropométrie à une grande importance. C'est ainsi qu'en 1946, il développe un programme d'étude anthropométrique devant porter sur 139 ethnies de l'AOF en collectant « un nombre précis de données biométriques relatives à la stature, aux dimensions de la tête et à celles du nez afin de mettre à jour la carte ethnique de l'AOF ». Au total, il relève plus de 700 000 mensurations sur près de 10 000 sujets. Dans l'optique de Léon Pales, l'intérêt de cette recherche réside dans le croisement de ce travail anthropologique avec des objets d'études pour lesquels la race pourrait avoir un rôle déterminant et, en particulier, avec l'alimentation. Évoluant dans ses conceptions au fil de ses travaux, il en arrive à considérer que l'hypothèse d'un déterminisme racial doit être globalement écartée, au moins pour ce qui est des besoins alimentaires. « Pour le glucose, par exemple, Léon Pales part du constat d'une hypoglycémie courante chez les populations de l'AOF au regard des normes européennes, avant de se demander si cela ne révélerait pas une caractéristique naturelle chez « les Noirs » plutôt qu'une carence alimentaire. À la suite de ses recherches biochimiques, il convient que les « déficiences que l'on observe sur les Africains relèvent d'une alimentation insuffisante » et, en cela, peuvent être qualifiées de « non raciales ». Globalement, l'idée d'une universalité des besoins alimentaires et de l'unicité, de la physiologie humaine s'impose dans les conclusions de l'ensemble des travaux de la Mission anthropologique à la fin de la décennie. ».
Parallèlement, Léon Pales organise des enquêtes systématiques sur la drépanocytose, le cancer, le goitre. Durant cinq ans, il ne quitte l'Afrique que pour représenter la France à des congrès internationaux d'ethno-anthropologie ou de nutrition. À son départ, un établissement permanent, l'ORANA ou Organisme de recherche sur l'alimentation et la nutrition africaines est créé et prend le relais de sa mission à Dakar,.

### L'archéologue préhistorien

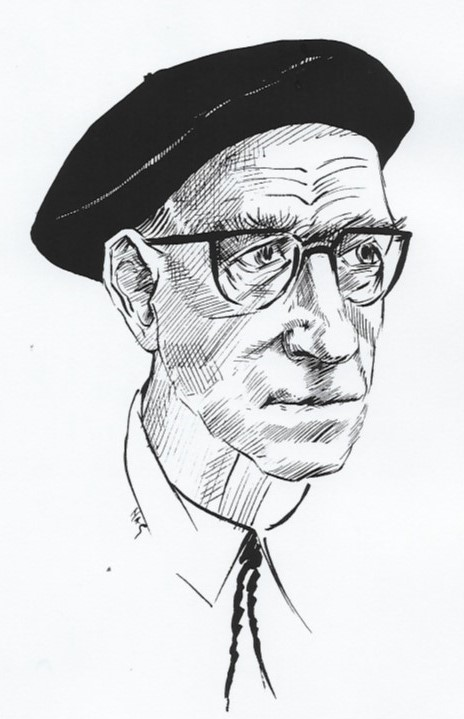
Portrait de Léon Pales à l'heure de la retraite.

De retour à Paris, Léon Pales est détaché à l'ORSTOM puis élu en 1951 sous-directeur au musée de l'Homme dont il assure la direction scientifique dans trois domaines, l'anthropologie, l'ethnologie et la préhistoire. Il y reprend l'élaboration de ses travaux anthropologiques africains, dont une grande étude comparative sur le pied humain qui lui servira plus tard à interpréter les traces des pas humains conservées dans les grottes.
Sur les conseils de l'abbé Breuil, il réalise le relevé des pierres gravées de la grotte de la Marche sur Lussac-les-Châteaux (Vienne), découverte en 1937. Une abondante collection de 1 512 plaques en calcaire gravées, unique dans l'histoire de l'archéologie préhistorique, sont regroupées au Musée de l'Homme par Léon Pales et Marie Tassin de Saint-Péreuse qui mettant en œuvre des techniques d'analyses novatrices (empreintes, relevés, calques, photographies), consacrant 4 volumes à leur étude,,. Fin 1952, il fait partie du groupe de réflexion constitué au musée de l'Homme qui décide de la création du Comité du film ethnographique, lequel est le maître d'œuvre du Bilan du film ethnographique, crée en 1982 et qui devient le Festival International Jean Rouch en 2008.
En 1957, il prend sa retraite du Service de santé des armées au grade de médecin colonel, « marginal, mais toujours prêt à accueillir et à aider les jeunes chercheurs... Léon Pales, se détournant de l'enseignement parisien, ... s'engage dans une aventure scientifique solitaire » et quitte aussi le musée de l'Homme alors que d'aucun le voyait en prendre la direction, pour devenir directeur de recherches au Centre national de la recherche scientifique (CNRS). Il se consacre dès lors pleinement à la recherche et à la formation des chercheurs. Méthodique, rigoureux, scrupuleux Léon Pales apparaît comme un précurseur dans de nombreux domaines. Il publie une étude comparative du pied dans les races humaines (1960), un Inventaire provisoire des sites préhistoriques d'Afrique australe visités, relevés ou signalés par l'abbé Breuil (1962), des volumes consacrés aux gravures de la grotte de la Marche, l'Atlas ostéologique pour servir à l'identification des mammifères du quaternaire (1981-1982),… Ainsi, il infléchit la recherche anthropologique de son temps vers une plus grande rigueur méthodologique.
En 1963, il construit à ses frais dans la commune de Montseron le musée-laboratoire de préhistoire et paléontologie de Malarnaud-Soulabé, à 200 mètres de la grotte éponyme, et y abrite ses collections. Cet espace ne lui survivra pas.
Il prend sa retraite en 1975 et ne se consacre plus qu'à la préhistoire. Il passe alors une grande partie de son temps dans son laboratoire de Malarnaud-Soulabé qu'il a fouillé de 1925 à 1979, et dont l'exploitation des données a perduré au-delà de sa mort, confirmant l'occupation néandertalienne du site. Il étudie aussi les gravures et sculptures de l'abri Durif à Enval (Vic-le-Comte). Il continue aussi de déchiffrer les pierres gravées de la Marche, le quatrième et dernier tome de cet immense chantier paraissant après sa mort. Il est inhumé à Castelnau-Durban.

### Famille
Le docteur Léon Pales est père de 4 enfants, dont l'historienne-médiéviste Annette Pales-Gobilliard (1929-2004) qui a particulièrement étudié l'Inquisition en Ariège et à Toulouse.

## Publications et collections

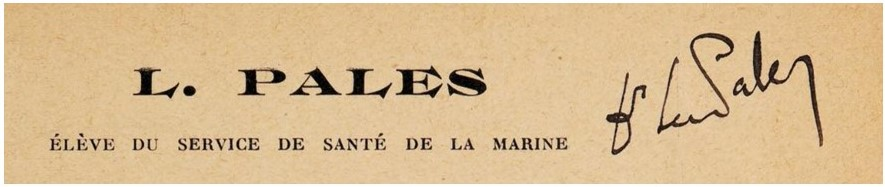
Signature de Léon Pales sur le tiré à part d'un de ses articles de 1929.

Léon Pales est à l'origine de 191 publications scientifiques, dont 29 publiées par Persée sur la période de 1932 à 1979. Ses collections jusque là réunies dans son musée-laboratoire, sont distribuées à sa disparition entre le musée de l'Homme (puis au musée du quai Branly lors de la création de ce dernier), le Muséum national d'Histoire naturelle à Paris, l'IFAN à Dakar et le Musée national de Préhistoire, situé aux Eyzies-de-Tayac, en Dordogne ,,,.

## Hommages et distinctions
Le Docteur Léon Pales est  Officier de la Légion d'honneur en 1954, titulaire de la  Croix de guerre 1939–1945 et de la Croix du Combattant, Commandeur de l'Étoile noire,  Commandeur de l'ordre des Palmes académiques en 1963,  Chevalier de l'ordre des Arts et des Lettres en 1966.
Il est lauréat du prix de la Fondation legs Lore-Marquet et du prix Godard (prix de thèse) de la faculté de médecine de Bordeaux en 1929, du prix Maury de l'Académie des sciences inscriptions et belles-lettres de Toulouse en 1930, du prix du Comte Hugo de l'Académie de médecine de Paris en 1930 (décerné tous les 5 ans), du prix Broca de la Société d'Anthropologie de Paris en 1938 (décerné tous les 2 ans) et par deux fois lauréat de l'Académie des sciences : prix André-C. Bonnet en 1944 et prix Docteur et Madame Henri Labbé en 1954.